# 神居古潭駅
神居古潭駅（かむいこたんえき）は、かつて北海道旭川市神居古潭にあった日本国有鉄道（国鉄）函館本線の駅。事務管理コードは▲120105。
1969年（昭和44年）10月1日、旭川駅 - 滝川駅間の電化・複線化に伴う神居トンネル新設等の線路付け替えにより、旧線上にあった当駅は廃駅となった。

## 歴史
- 1901年（明治34年）12月5日：北海道官設鉄道の簡易停車場として開業[1]。
- 1905年（明治38年）
  - 4月1日：官設鉄道（鉄道作業局）に移管[1]。
  - 月日不明：停車場に昇格。
- 1911年（明治44年）7月1日：一般貨物取扱い開始[官報 1]。一般駅。
- 1932年（昭和7年）11月4日：当駅付近で岩盤が崩落、走行中の蒸気機関車がこれに衝突し、石狩川に転落。機関士ら2名が殉職[4]。
- 1960年（昭和35年）9月15日：貨物取扱い廃止[1]。
- 1969年（昭和44年）9月29日：神居古潭駅の営業を終了[5]。
- 1969年（昭和44年）9月30日：午前8時で納内駅 - 近文駅間旧線の営業を終了[5]。
- 1969年（昭和44年）10月1日：同日のダイヤ改正にて函館本線滝川駅 - 旭川駅間電化・複線化。当駅は廃止[2]。
  - 当初は新設の神居トンネル手前（函館起点404 km 200 地点）に移設する計画もあったが[6]、実現しなかった。これについて『旭川市史』では「国鉄の事情から[7]」としているが、『神居トンネル工事誌』では国道12号の整備やそれに伴う観光客のバス・マイカー移転により列車利用が漸減していることと、地元が存続に固執しなかったことを挙げている[8]。
- 1970年（昭和45年）
  - 8月14日：廃線跡に旭川サイクリングロードの敷設工事着手。
  - 11月10日：旭川サイクリングロードの敷設工事完了。

## 駅構造
地上駅で、相対式ホーム2面2線を有していた。
旧駅舎は1989年（平成元年）に復元され、サイクリングロードの休憩所として利用されている。1991年（平成3年）には旭川市の指定文化財（有形文化財／建造物）となっている。
駅構内には蒸気機関車3両 (29638、D51 6、C57 201) が静態保存されている。C57 201 はC57形のラストナンバー機である。

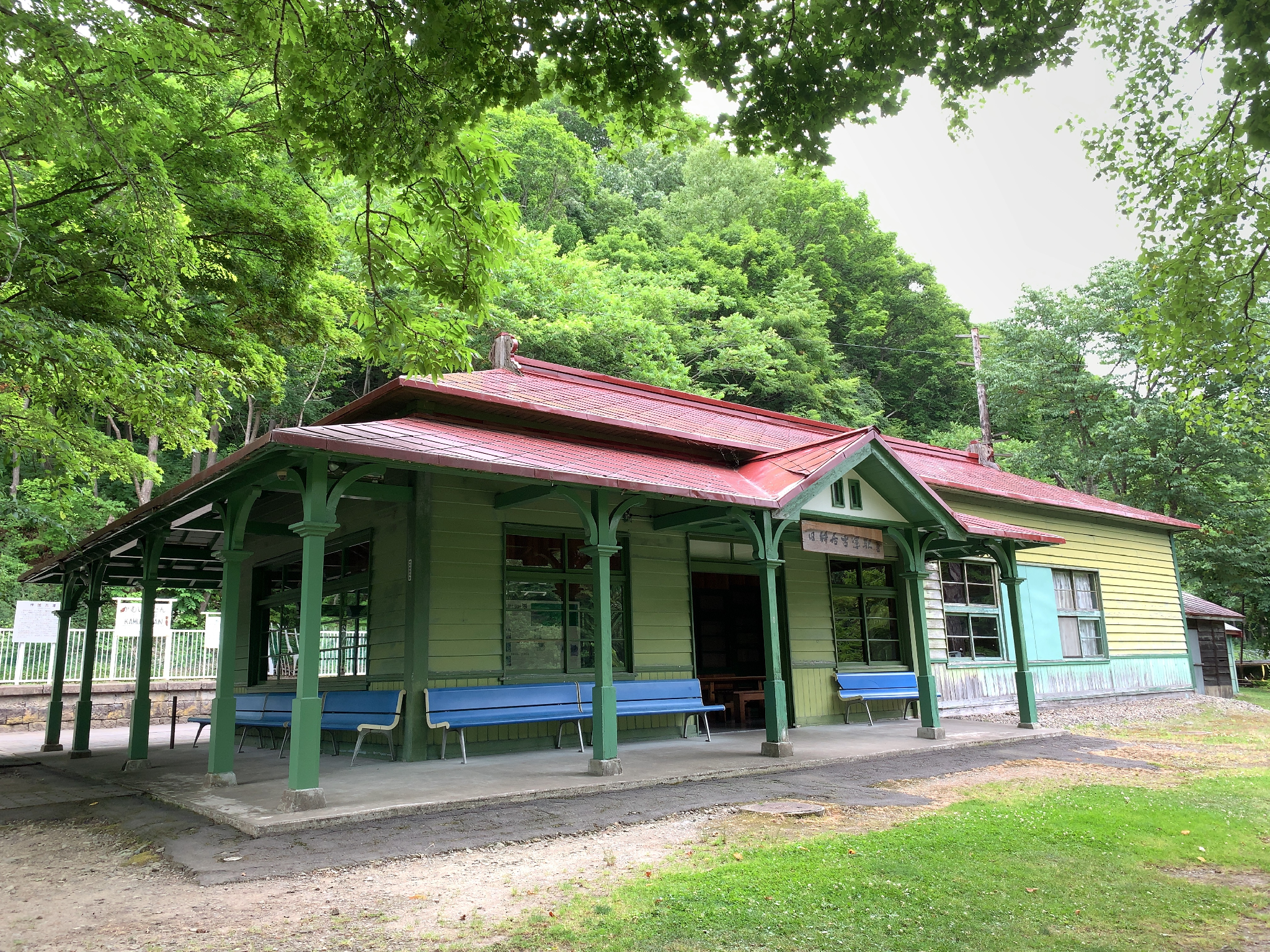
復元された駅舎全景（2019年7月）
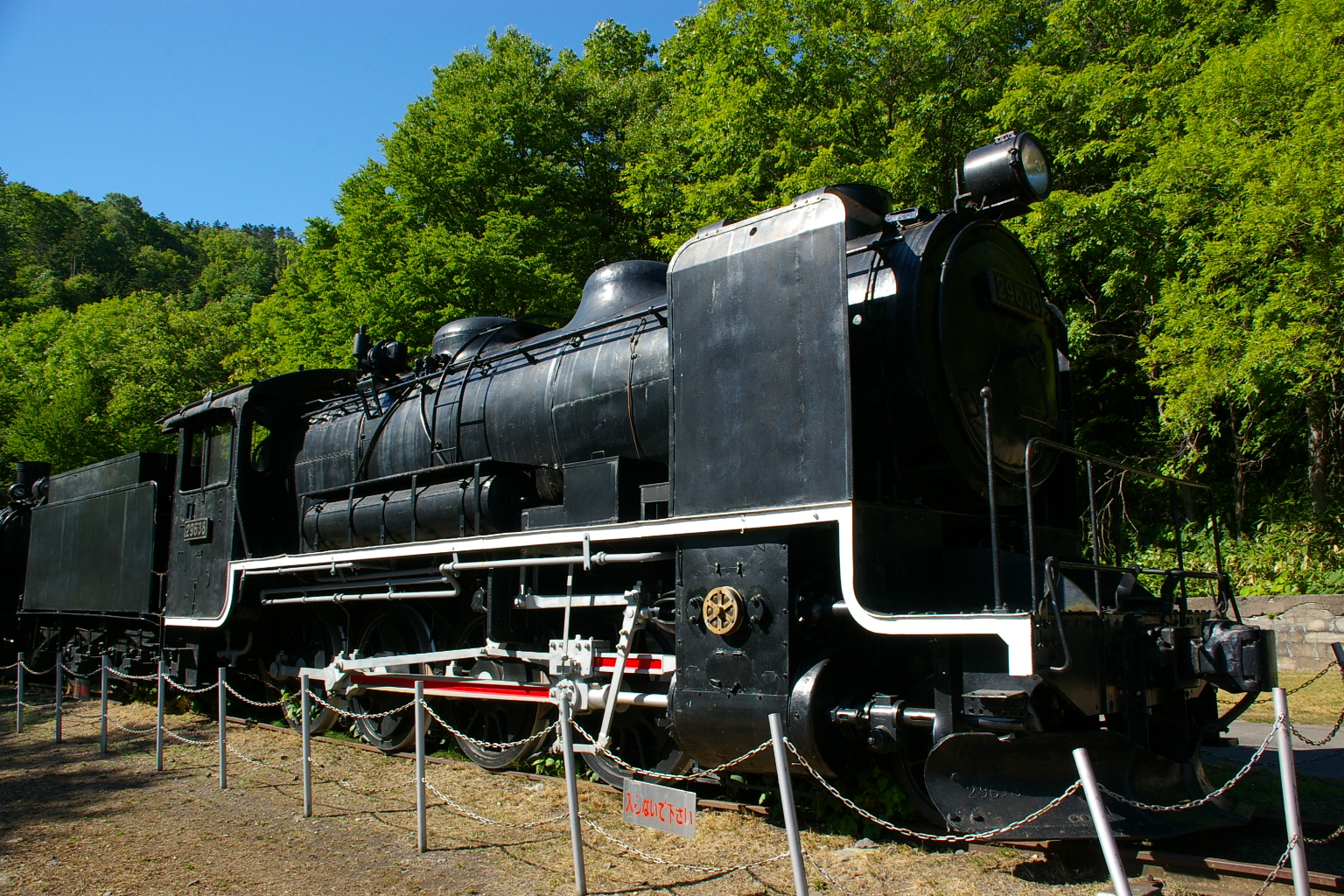
29638
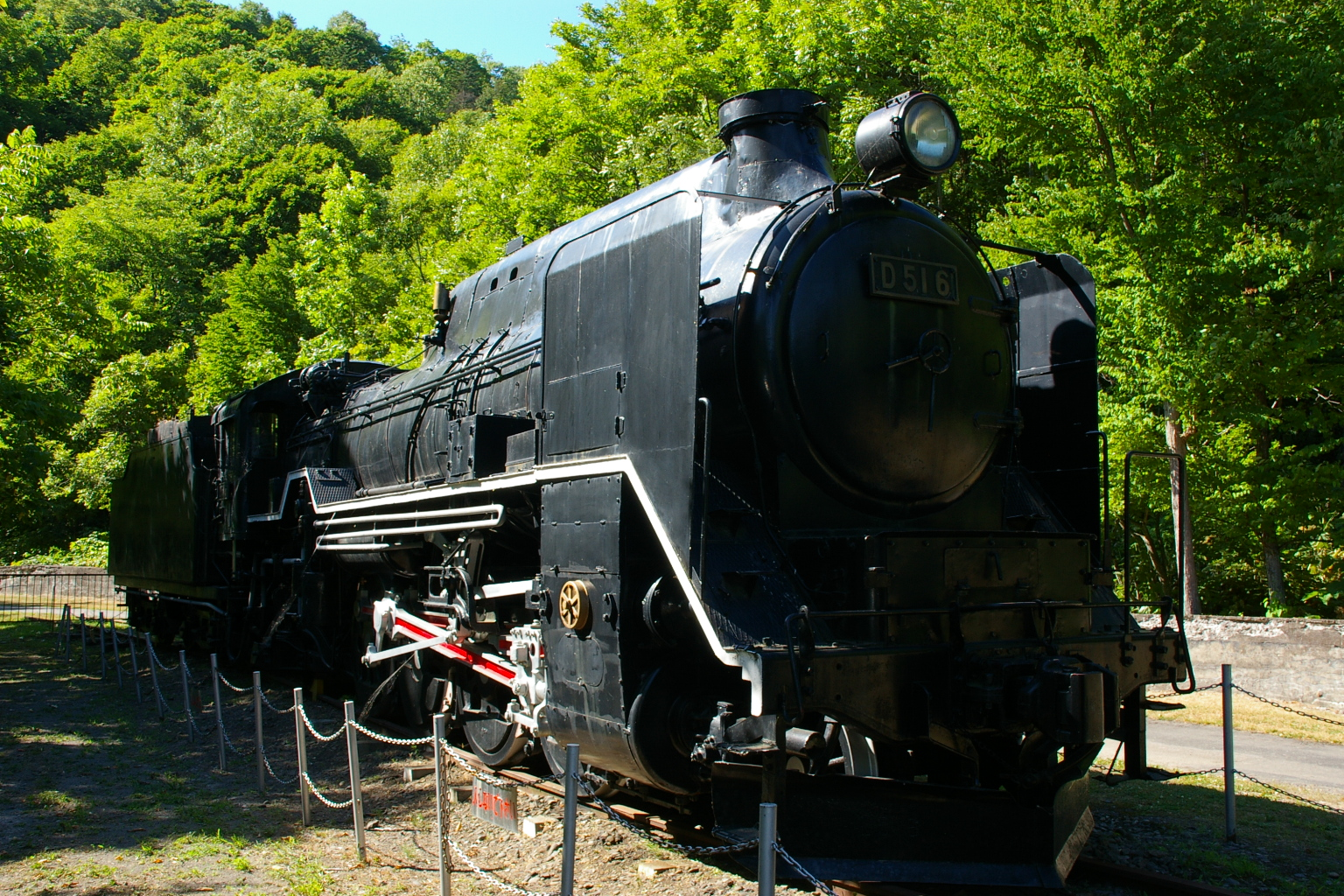
D51 6
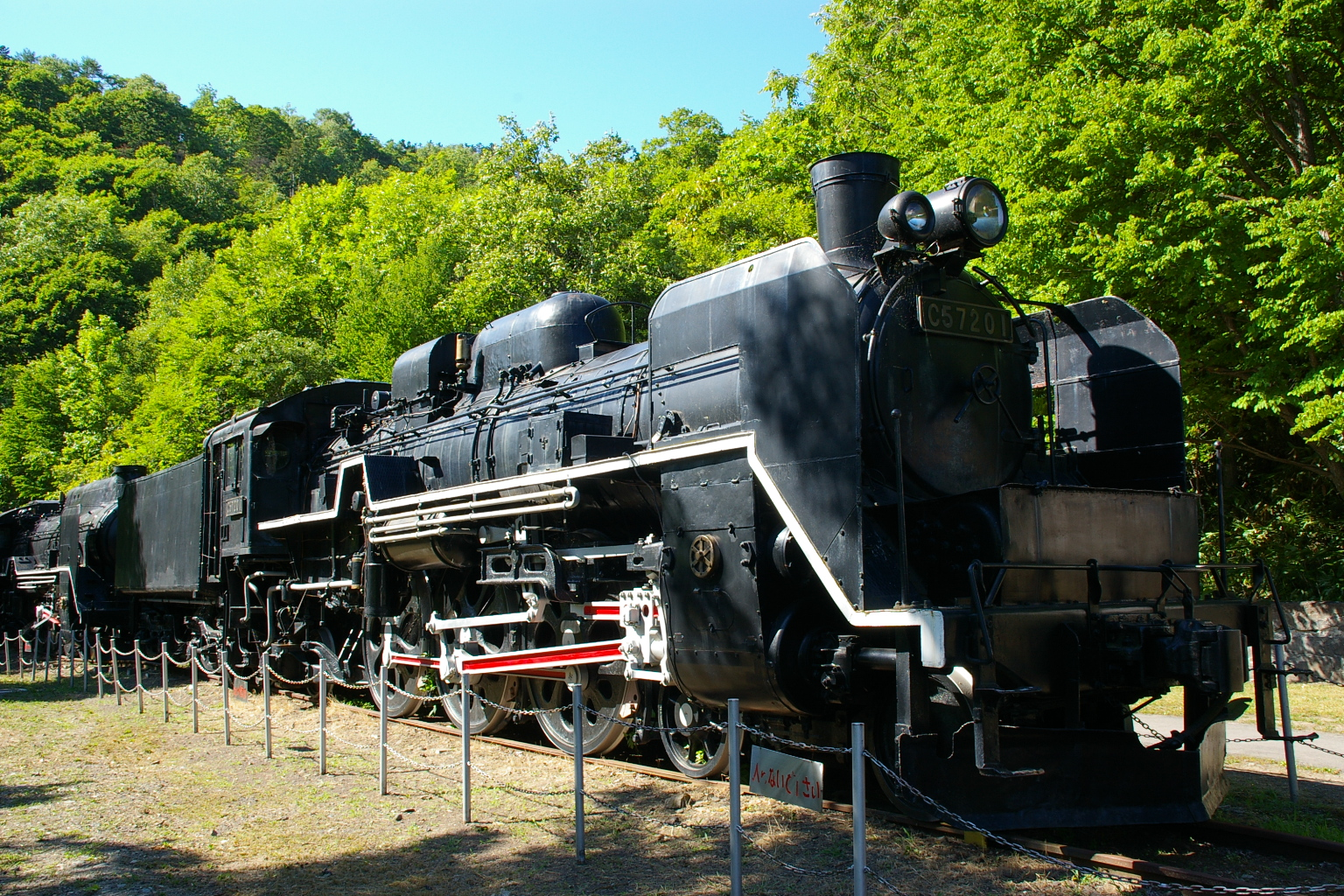
C57 201
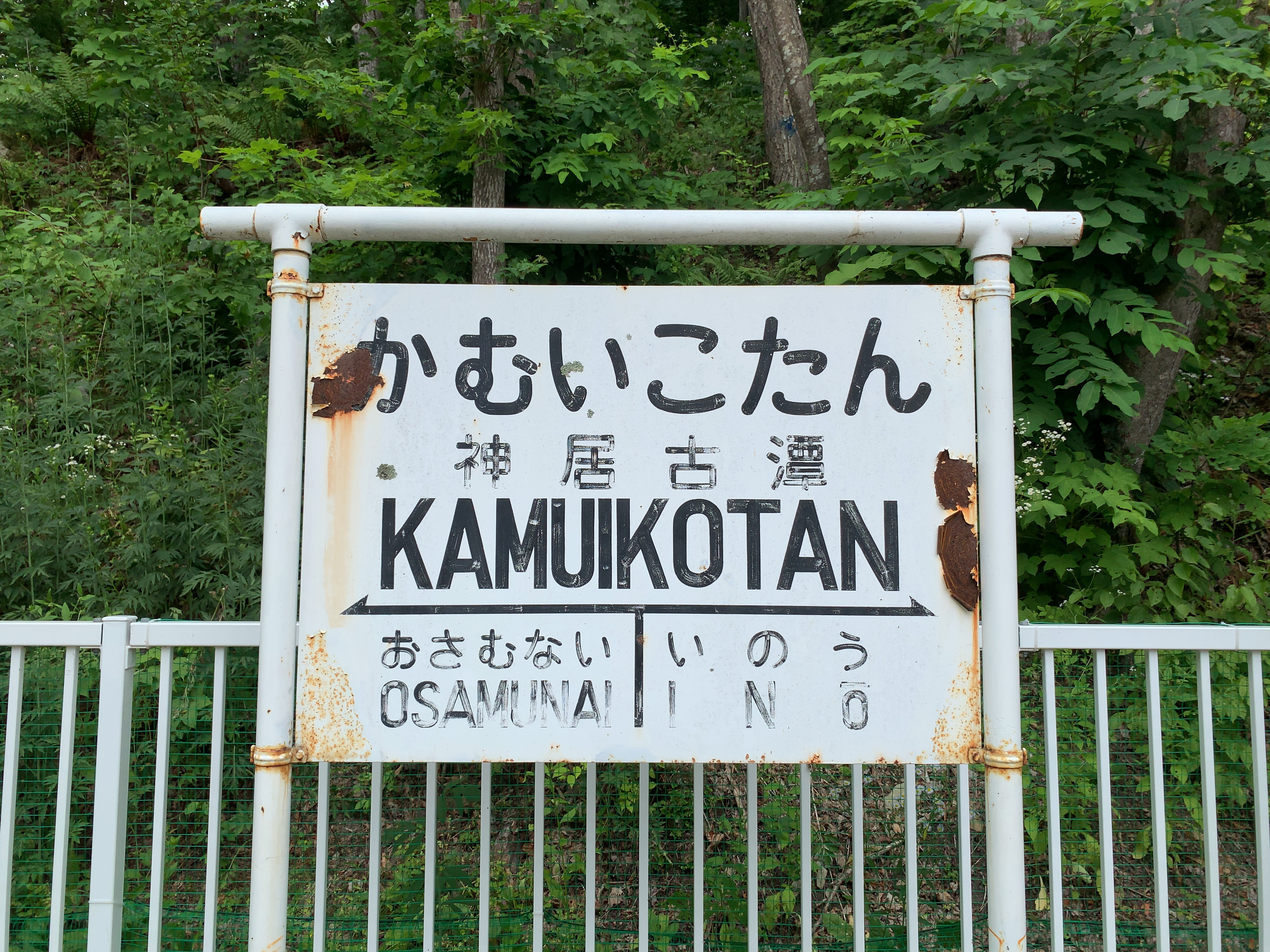
駅名標

## 駅周辺
線路跡は旭川サイクリングロードに転用されたが、落石等の危険があるとして、旧伊納駅付近の「伊納ゲート」から本駅近辺の「神居古潭ゲート」までの間は長期通行止めとなっている。
- 石狩川
- 神居岩
- 旧・旭川市神居古潭小中学校（廃校）

## アクセス
札幌・深川方面からは、国道12号の神居古潭トンネル直前の交差点で左側の旧国道に左折。商店付近にある釣り橋（神居大橋）を渡った石狩川の対岸にある。

## 隣の駅
日本国有鉄道
函館本線（当駅廃止時点）
納内駅 - 神居古潭駅 - （春志内信号場） - 伊納駅

#### 官報
1. ↑  鐵道院告示第四十五號（『官報』第八千四百三號、明治44年6月27日、印刷局）